# 沃尔夫冈·施密特
沃尔夫冈·施密特（德語：Wolfgang Schmidt，1954年1月16日—），德国男子田径运动员。他曾代表东德参加1976年和1980年夏季奥林匹克运动会田径比赛，其中1976年奥运会获得一枚银牌。